# My Baby Grand ~따스함이 필요해서~
〈My Baby Grand ~따스함이 필요해서~〉(일본어: My Baby Grand 〜ぬくもりが欲しくて〜)는 일본의 밴드 ZARD의 23번째 싱글 앨범으로, 1997년 12월 3일 발매되었다. (8cm CD: JBDJ-1031) 작사는 사카이 이즈미가, 작곡은 오다 테츠로가, 편곡은 이케다 다이스케가 도맡았다. 곡 제목으로 쓰인 "Baby Grand"는 사카이가 녹음을 할 때마다 마이크 오른쪽에 항상 비치해 두던, 붉은색 장난감 피아노 (KAWAI 미니피아노 P-25)의 애칭인데, 이 피아노는 곡의 멜로디나 음정을 검사할 때 사용하던 것이다. 이 곡은 1997년 겨울, NTT 도코모의 호출기 광고의 삽입곡으로 사용되었다.
B사이드 곡 〈Love is Gone〉은 전작 〈영원〉 이후 《실락원》 특별편에 삽입된 곡으로, 작사는 사카이 이즈미가, 작곡은 와타누키 마사아키가, 편곡은 이케다 다이스케가 맡았다.
싱글은 오리콘 차트 주간 싱글차트 3위에 올랐으며, 9주간 차트에 머물렀다.

## 수록곡
| #            | 제목                                                                              | 작사          | 작곡              | 편곡            | 재생 시간 |
| ------------ | --------------------------------------------------------------------------------- | ------------- | ----------------- | --------------- | --------- |
| 1.           | 〈〈My Baby Grand ~따스함이 필요해서~〉〉 (My Baby Grand 〜ぬくもりが欲しくて〜 ) | 사카이 이즈미 | 오다 테츠로       | 이케다 다이스케 | 4:13      |
| 2.           | 〈〈Love is Gone〉〉                                                              | 사카이 이즈미 | 와타누키 마사아키 | 이케다 다이스케 | 4:27      |
| 3.           | 〈〈My Baby Grand ~따스함이 필요해서~〉〉 (Original Karaoke)                      |               |                   |                 | 4:13      |
| 4.           | 〈〈Love is Gone〉〉 (Original Karaoke)                                           |               |                   |                 | 4:24      |
| 총 재생 시간 | 총 재생 시간                                                                      | 총 재생 시간  | 총 재생 시간      | 총 재생 시간    | 17:17     |

## 참고 문헌
- Being (감수) (2007). 《きっと忘れない: ZARD OFFICIAL BOOK》. J-ROCK 매거진. ISBN 9784916019493.